# Миршавка, Виктор
Виктор Миршавка (порт. Victor Mirshawka, род. 27 апреля 1941, Черни, Брестская область) — бразильский баскетболист, выступавший на позиции лёгкого форварда. Бронзовый призёр летних Олимпийских игр 1964 года, чемпион мира 1963 года, серебряный призёр Панамериканских игр 1963 года.

## Биография
Виктор Миршавка родился 27 апреля 1941 года в деревне Черни Брестской области (сейчас в Белоруссии).
Впоследствии перебрался в Бразилию. В 1964 году окончил инженерный факультет пресвитерианского университета Маккензи в Сан-Паулу. Получил степень магистра прикладной статистики в университете Сан-Паулу.
Начал баскетбольную карьеру в 14 лет, выступая за «Регатас Тиете». В дальнейшем играл за «Палмейрас», «Сириу», «Коринтианс», «Монтелибано». В 1972 году стал чемпионом Бразилии в составе «Сириу».
В 1963 году завоевал серебряную медаль баскетбольного турнира Панамериканских игр в Сан-Паулу и золотую медаль летней Универсиады в Порту-Алегри.
В том же году завоевал золотую медаль чемпионата мира в Бразилии. Провёл 6 матчей, набрал 90 очков (27 — в матче со сборной СССР, 18 — с Италией, по 17 — с Францией и США, 7 — с Югославией, 4 — с Пуэрто-Рико).
В 1964 году вошёл в состав сборной Бразилии по баскетболу на летних Олимпийских играх в Токио, завоевавшей бронзовую медаль. Провёл 9 матчей, набрал 56 очков (14 — в матче со сборной Южной Кореи, 8 — с Австралией, по 7 — с США и СССР, 6 — с Югославией, по 5 — с Перу и Пуэрто-Рико, 4 — с Уругваем).
В течение карьеры провёл за сборную Бразилии 34 матча в официальных турнирах, набрал 325 очков.
Завершил игровую карьеру в 1981 году.
В дальнейшем работал преподавателем в вузах. Более 40 лет трудился в Фонде Армандо Альвареса Пентедо, будучи руководителем инженерного факультета и директором по культуре.
Написал ряд книг о предпринимательстве, образовании и совершенствовании.